# Rihanna: Live in Concert Tour
A turnê de 2006 da cantora barbadiana Rihanna foi a primeira turnê realizada pela artista, para a promoção de seu segundo álbum de estúdio, A Girl like Me. A turnê ocorreu durante o verão de 2006, com Rihanna tendo posteriormente continuado a se apresentar naquele ano como convidada das bandas Pussycat Dolls e The Black Eyed Peas, durante as turnês PCD World Tour e Monkey Business Tour

## Atos de Abertura
Durante a turnê, diversos artistas se alternaram para abrirem as apresentações de Rihanna:
- Ciara[5]
- Field Mob[1]
- Jeannie Ortega[1]
- J-Status[1]
- Sean Paul[2]
- Trey Songz[5]
- Yung Joc[5]

## Datas  e Repertório da turnê
1. "Pon de Replay"
2. "If It's Lovin' that You Want"
3. "You Don't Love Me (No, No, No)"
4. Medley:
5. "Crazy Little Thing Called Love"
6. "Here I Go Again"
7. "Break It Off"
8. "Unfaithful"
9. "Let Me"
10. "Kisses Don't Lie"
11. "That La, La, La"
12. "P.S. (I'm Still Not Over You)"
13. "Redemption Song" (Bob Marley cover)
14. "A Girl like Me"
15. "SOS"

| Data                   | Cidade                                          | País           | Local                                             |
| ---------------------- | ----------------------------------------------- | -------------- | ------------------------------------------------- |
| América do Norte       |                                                 |                |                                                   |
| 30 de junho de 2006    | São Francisco                                   | Estados Unidos | Mezzanine                                         |
| 1 de julho de 2006     | San Diego                                       | Estados Unidos | House of Blues                                    |
| 2 de julho de 2006     | Los Angeles                                     | Estados Unidos | House of Blues                                    |
| 3 de julho de 2006     | Las Vegas                                       | Estados Unidos | House of Blues                                    |
| 5 de julho de 2006     | Salt Lake City                                  | Estados Unidos | Vortex Night Club                                 |
| 7 de julho de 2006     | Minneapolis                                     | Estados Unidos | Quest Club                                        |
| 9 de julho de 2006     | Milwaukee                                       | Estados Unidos | The Rave                                          |
| 10 de julho de 2006    | Cleveland                                       | Estados Unidos | House of Blues                                    |
| 13 de julho de 2006    | Allentown                                       | Estados Unidos | Crocodile Rock Cafe                               |
| 14 de julho de 2006    | Ottawa                                          | Canadá         | Lisgar Collegiate Institute                       |
| 15 de julho de 2006    | Belleville                                      | Canadá         | Matt and Joe's Nightclub                          |
| 16 de julho de 2006    | Vaughan                                         | Canadá         | Kingswood Music Theatre                           |
| 18 de julho de 2006    | Darien                                          | Estados Unidos | Darien Lake Performing Art Center                 |
| 21 de julho de 2006    | Valdosta                                        | Estados Unidos | All-Star Amphitheater do Wild Adventures          |
| 22 de julho de 2006    | Montego Bay                                     | Jamaica        | Catherine Hall Sports Complex                     |
| 23 de julho de 2006    | Winter Haven                                    | Estados Unidos | Star Haven Amphitheatre, em Cypress Gardens       |
| 16 de julho de 2006    | Atlanta                                         | Estados Unidos | Coca-Cola Roxy Theatre                            |
| 28 de julho de 2006    | Baltimore                                       | Estados Unidos | Rams Head Live!                                   |
| 29 de julho de 2006    | Toms River                                      | Estados Unidos | Toms River High School North Grounds              |
| 1 de agosto de 2006    | New York City                                   | Estados Unidos | Nokia Theatre Times Square                        |
| 2 de agosto de 2006    | Englewood                                       | Estados Unidos | Bergen Performing Arts Center                     |
| 3 de agosto de 2006    | Boston                                          | Estados Unidos | Avalon Nightclub                                  |
| 5 de agosto de 2006    | Mashantucket, em New London County, Connecticut | Estados Unidos | MGM Grand do Foxwoods Resort Casino               |
| 6 de agosto de 2006    | Providence                                      | Estados Unidos | Lupo's Heartbreak Hotel                           |
| 8 de agosto de 2006    | Jackson                                         | Estados Unidos | Jackson County Fairgrounds                        |
| 10 de agosto de 2006   | Chicago                                         | Estados Unidos | Park West                                         |
| 17 de agosto de 2006   | Gilford                                         | Estados Unidos | Meadowbrook Musical Arts Center                   |
| 19 de agosto de 2006   | Gatineau                                        | Canadá         | Parc de la Baie                                   |
| 1 de setembro de 2006  | Jackson                                         | Estados Unidos | Northern Star Arena, no Six Flags Great Adventure |
| 2 de setembro de 2006  | Buffalo                                         | Estados Unidos | Club Infinity                                     |
| 3 de setembro de 2006  | Sterling Heights                                | Estados Unidos | Freedom Hill Amphitheater                         |
| 16 de setembro de 2006 | Pomona                                          | Estados Unidos | Los Angeles County Fairgrounds                    |
| 22 de setembro de 2006 | Atlantic City                                   | Estados Unidos | House of Blues                                    |
| 29 de setembro de 2006 | St. Louis                                       | Estados Unidos | Bauman-Eberhardt Center                           |